# Quercus trojana
Il fragno (Quercus trojana Webb, 1839) è un albero della famiglia delle Fagacee. Si tratta di un albero semi-sempreverde con foglie dalla forma appuntita. In Italia cresce soltanto in Basilicata e in Puglia.

## Descrizione

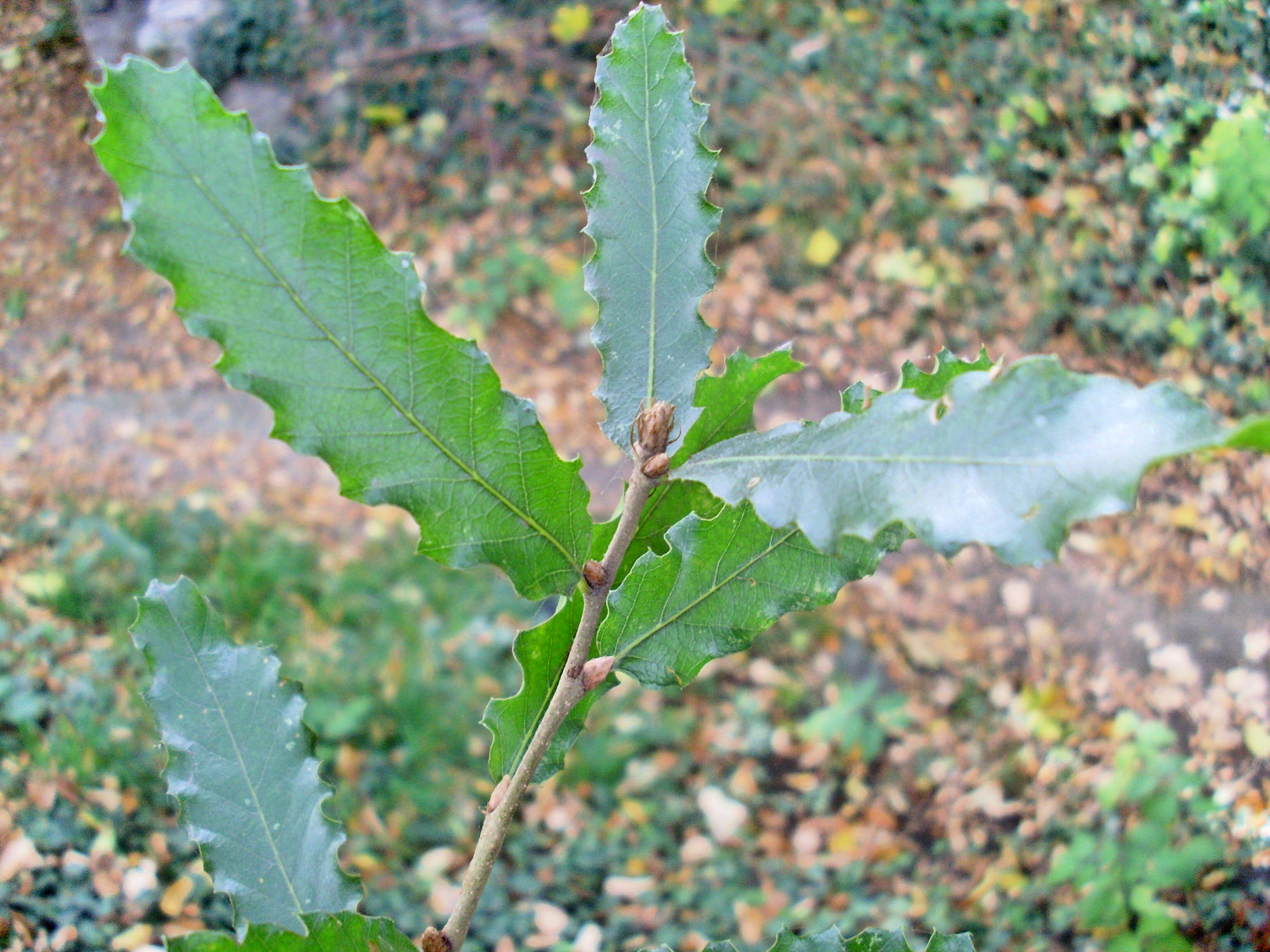
Foglie

Le foglie sono coriacee, dalla forma oblunga, lucide, dai margini seghettati. Caratteristica la semicaducità dell'albero: in autunno le foglie seccano ma non cadono; a primavera vengono sostituite dalle nuove in maniera che la chioma non rimanga mai spoglia.

La grossa ghianda è racchiusa nella caratteristica cupola spinosa, molto spessa, simile a quella del cerro.

## Distribuzione e habitat
La pianta del fragno è diffusa in tutta la zona transadriatica, ma in Italia è presente solo in Puglia (sulle Murge) e in Basilicata (nella zona della Murgia Materana): in associazione con altre specie di quercia come il leccio (Quercus ilex), la roverella (Quercus pubescens), il cerro (Quercus cerris), la quercia spinosa (Quercus coccifera) forma boschi abbastanza fitti. 
Nel resto del Mediterraneo è diffusa nei Balcani in Grecia, Albania, Montenegro, Bosnia ed Erzegovina, Croazia e Macedonia del Nord, mentre è dubbia la presenza in Bulgaria come specie nativa. E' presente infine in Turchia sud-occidentale.

La particolare presenza del fragno sulle coste adriatiche sia pugliesi che balcaniche è stata spesso addotta come prova di una passata saldatura della regione pugliese con le coste meridionali dei balcani, non essendoci però ulteriori conferme e prove scientifiche al riguardo.
L'habitat più adatto in cui queste piante radicano è il terreno calcareo, dove spesso i fragni vivono in simbiosi con funghi e altre piante.

## Tassonomia
Ne sono riconosciute tre sottospecie:
- Quercus trojana subsp. euboica (Papaioannou) K.I.Chr.
- Quercus trojana subsp. trojana
- Quercus trojana subsp. yaltirikii Ziel., Petrova & D.Tomasz.